# Благовидов, Борис Борисович
Бори́с Бори́сович Благови́дов (6 января 1920, Царицын, РСФСР — 1 августа 1971, Иваново) — советский композитор и музыкальный педагог. Организатор культуры. Участник Великой Отечественной войны.
Один из руководителей музыкальных организаций Нижнего Новгорода, организатор его культурной жизни в 1950-х — 1960-х годах. Как русский композитор в своём музыкальном творчестве воплотил оптимизм, непосредственность лирического высказывания, светлый колорит и мягкий юмор.

## Биография
Родился в городе Царицын. Отец, редактор газеты «Борьба» (органа Царицынского комитета РСДРП(б)), Борис Львович Благовидов, умер за несколько месяцев до появления сына на свет, мальчика воспитала мать, Мария Алексеевна, преподаватель русского языка и литературы в музыкальном училище.
В 1941 году Борис окончил факультет языка и литературы Сталинградского педагогического института, получил квалификацию учителя русского языка и литературы в школе. В Сталинграде до начала войны окончил также музыкальную школу.
В июле 1942 года призван в Красную армию. Окончив Астраханское военное училище, воевал на Сталинградском фронте (169 стрелковая дивизия), лейтенант, получил тяжёлое ранение. В марте 1943 года из-за ранения был демобилизован. До конца войны жил в Саратове, работал на военном заводе, был литературным сотрудником заводской газеты-многотиражки. Был награждён медалью «За победу над Германией в Великой Отечественной войне 1941—1945 гг.».
После войны учился в Ленинградском музыкальном училище. В 1953 году окончил Ленинградскую консерваторию по классу композиции, ученик О. С. Чишко. Дипломной работой стала кантата «Сталинград в огне».
В 1953 году переехал на жительство в город Горький, занял пост художественного руководителя Горьковской филармонии.
В 1955 году ушёл с руководящей работу на преподавательскую, вёл теоретические предметы в музыкальном училище и Горьковской консерватории. В 1961 году возглавил правление хорового общества Горьковской области, неоднократно избирался членом правления Верхневолжской композиторской организации, вёл семинар самодеятельных композиторов, входил в жюри конкурсов и смотров художественной самодеятельности. Состоял в КПСС.
Выступил как композитор, первую свою песню, «Если будешь ранен» (слова И. Уткина), сочинил ещё находясь в госпитале. Много писал для капеллы мальчиков, найдя в ней своеобразную творческую лабораторию, долгие годы капелла исполняет хор «Дождик», где Борис Борисович является автором не только музыки, но и слов. По собственному признанию, это произведение он сочинил, идя под дождём на деловую встречу. Задуманная оперетта «Крутые повороты», о волгарях, писалась долго и трудно из-за затянувшейся подготовки литературного текста и многократных переделок драматургии либретто. Мешала и открывшаяся фронтовая рана.
Б. Б. Благовидов принимал деятельное участие в работе композиторских пленумов нижегородского отделения Союза композиторов СССР, в концертах которых большое место заняли его произведения. В 1970 году состоялся юбилейный концерт Б. Б. Благовидова.

Могила Б. Б. Благовидова на Бугровском кладбище

Умер 1 августа 1971 года в Доме творчества композиторов города Иваново от сердечной недостаточности. Последним его сочинением стала сюита для детского хора «Веселые летние истории». Постановка оперетты «Крутые повороты» прошла на сцене Горьковской оперы уже после ухода Б. Б. Благовидова из жизни
Похоронен в Нижнем Новгороде на Бугровском кладбище (2 уч.).
Жена — Нинель Михайловна Благовидова (1928—2016), музыковед, заслуженный работник культуры РСФСР.

## Сочинения
Индивидуальный стиль Б. Б. Благовидова характеризуется разнообразием жанрового профиля:
- оперетта — Крутые повороты (Горький, 1972);
- кантаты Утро Родины (слова В. Половинкина, 1957), Пионерский костёр (для хора мальчиков с фортепиано, слова В. Половинкина, 1960), Буревестник (для хора, слова М. Горького, 1968), К звёздам (слова М. Мараша, 1969);
- для баса, смешанного хора и оркестра — цикл Россия (слова разных поэтов, 1961);
- для детского хора — цикл Весёлые летние истории (1972);
- для оркестра — праздничная увертюра (1952), Концертный вальс (1956), Поэма о вечно живых (1958, 2 ред. 1959), Поэма (1960);
- для скрипки и фортепиано — соната (1952);
- для виолончели с фортепиано — Романо (1968);
- для альта и фортепиано — соната (1959);
- для флейты с фортепиано — Лирическое скерцо (1968);
- для голоса с фортепиано — романсы (слова С. Щипачёва, 1954), цикл Волга моя любимая (1972);
- песни о Волге, о городе Горьком, о Родине и соотечественниках, в том числе на слова поэтов-нижегородцев — В. Автономова, В. Каныгина, М. Мараша, В. Половинкина[20], А. Чеботарёва, Л. Шерешевского[21] и других[4].

Всего в числе произведений композитора свыше ста песен, сорок романсов, музыка к десяти драматическим спектаклям, оперетта, шесть кантат, инструментальные и симфонические сочинения (симфоническая поэма «О вечно живых» по мотивам пьесы В. Вишневского «Оптимистическая трагедия», увертюра «И жизнь хороша, и жить хорошо»), концерт для трубы с оркестром, два концертных вальса, вокально-симфонический цикл «Россия», балет «Пылающее сердце» (не окончен), оперы «Таня» (по А. Арбузову, не окончена) и «От всего сердца» (по роману Е. Мальцева «Счастье», не окончена).

## Анализ творчества
Индивидуальный стиль Благовидова сложился и достиг расцвета к началу 1960-х годов. Он является автором музыкальных произведений разнообразного жанрового стиля: симфонические увертюры, камерно-инструментальные пьесы, музыкальное оформление драматических спектаклей, оперетта, кантаты, большое количество песен.
Много раз обращался к теме подвига советского народа в Великой Отечественной войне.
Его музыке присуща непосредственная лиричность высказывания, светлый колорит, мягкий юмор, в ней органично слита богатая мелодика и острые ритмы середины XX века, задушевность, простота и высокая профессиональная культура. Наиболее ярко творчество Благовидова раскрылось в хоровых песнях и кантатах — демократично-доходчивых, при том всегда индивидуальных стилистически (имеющих «изюминку»), в частности прославляющих ратный подвиг близкого ему Сталинграда.
Творческий поиск композитора проявился национальными чертами — самобытной мелодичностью оборотов с опорой на диатонику, трихордовостью, специфическими каденционными конструкциями, целостностным формообразованием с истоками в протяжной русской песне.